# 支部
支部，為漢字索引中的部首之一，康熙字典214個部首中的第六十五個（四劃的則為第五個）。在中文中，支部歸於四劃部首。支部通常是從左、右方均可為部字。且無其他部首可用者將部首歸為支部。

## 部首單字解釋
1.竹枝。見說文。引申泛指草木的枝，通枝。
2.維持、撐持。
3.一源分出、一本旁出。多用來形容事物非主要的部分。
4.分散、殘缺。
5.分給、給付、付款。
6.分派、差遣、調度。
7.量詞。綿紗一束稱一支。
8.地支的簡稱。
9.肢體，通肢。
10.動詞：①受得住。②打發。③支撑。④領取。
11.形容詞：由總體分出來的。
12.宗族的旁系。
13.姓。見百家姓第一六三位。

## 字形

大篆
小篆

## 名稱
- 漢語：支部　（拼音：zhībù　注音：ㄓ ㄅㄨˋ）
- 日語：
- 朝鲜語：

## 字例
| 除部首外之筆劃 | 字例 -{ |
| -------------- | ------- |
| 0              | 支      |
| 2              | 攰      |
| 4              | 㩺𢺹𢺺  |
| 5              | 攱      |
| 6              | 㩻㩼    |
| 7              | 㩽      |
| 8              | 㩾攲    |
| 12             | 攳 }-   |